# حجز زائد

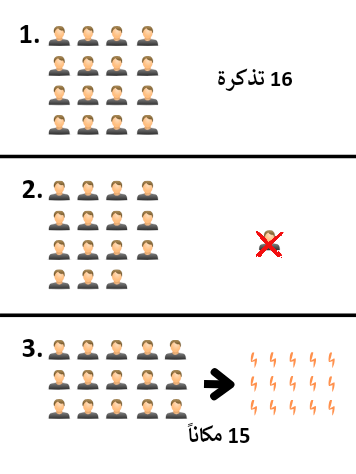

الحجز الزائد أو البيع الزائد أو الإفراط في البيع هو بيع سلعة أو خدمة بكمية تتجاوز الكمية الفعلية. يُعد الإفراط في البيع ممارسة شائعة في قطاعي السفر والضيافة، حيث من المتوقع أن يقوم بعض الأشخاص بالإلغاء. تحدث هذه الممارسة كاستراتيجية عمل مقصودة حيث يتوقع البائعون أن بعض المشترين لن يستهلكوا جميع الموارد التي يحق لهم الحصول عليها، أو أن بعض المشترين سيلغون. تهدف ممارسة البيع الزائد إلى ضمان استخدام 100 ٪ من العرض المتاح، مما يؤدي إلى أقصى عائد على الاستثمار. ومع ذلك، إذا كان معظم العملاء يرغبون في شراء أو استخدام السلعة المباعة، فقد يترك ذلك بعض العملاء يفتقرون إلى الخدمة التي يتوقعون الحصول عليها.
يتم تنظيم الحجز الزائد (على الرغم من أنه نادرًا ما يكون محظورًا) في العديد من البلدان والصناعات، وغالبًا ما تكون الشركات التي تمارس ذلك مطلوبة أو مجبرة من خلال المنافسة في السوق على تقديم مبالغ كبيرة من التعويض للعملاء كحافز لهم لعدم اتخاذ إجراءات الشراء.
أحد البدائل للحجز الزائد هو تثبيط المستهلكين عن شراء الخدمات التي لا ينوون استخدامها في الواقع. يمكن القيام بذلك عن طريق جعل الحجوزات غير قابلة للاسترداد، وهي ممارسة شائعة بين شركات النقل والسكك الحديدية منخفضة التكلفة، أو مطالبة العملاء الراغبين في إلغاء حقهم في الخدمة بدفع رسوم الإنهاء.

## مجال السياحة
قد تحجز شركة طيران أو سكك حديدية أو شركة شحن عددًا أكبر من العملاء على مركبة أكثر مما يمكن أن تستوعبه طائرة أو قطار أو سفينة سياحية. هذا يسمح لهم بالحصول على كامل سعة المركبة (تقريبًا) في معظم الرحلات، حتى إذا فات بعض العملاء الرحلة أو لم يحضروا (غالبًا ما يمكن إعادة حجز التذاكر بعد ذلك). يطلق على هؤلاء العملاء اسم «عدم الظهور» (no-show s). إذا ظهر الجميع، على الأقل في حالة شركات الطيران، فإن الحجز الزائد سيؤدي إلى «بيع زائد» (oversale).

### الخطوط الجوية
عندما يحدث الإفراط في البيع، ترفض شركة الطيران بعض الركاب ركوب رحلتهم المشتراة. وهذا ما يسمى بالصدمة (bumping). قد تطلب شركات الطيران من المتطوعين التخلي عن مقاعدهم أو رفض الصعود إلى بعض الركاب مقابل تعويض قد يشمل تذكرة مجانية إضافية و / أو ترقية في رحلة لاحقة. يمكنهم القيام بذلك ولا يزالون يكسبون أموالًا أكثر مما لو حجزوا فقط لسعة الطائرة وأقلعت بمقاعد فارغة.
اعتبارًا من 2018، صُدم 351,904 راكب من 17 شركة طيران أمريكية رئيسية سنويًا، من بينهم 10938 شخصًا بشكل غير إرادي. يغطي هذا الرقم الرحلات المغادرة من الولايات المتحدة فقط، بما في ذلك الوجهات المحلية والدولية.
يُعد الحجز الزائد أحد الأساليب التي تستخدمها شركات الطيران لتقليل الخسائر الناجمة عن عدم الحضور (no-show s)؛ تتضمن التكتيكات الأخرى مطالبة جميع الركاب بإعادة التأكيد، أو فرض رسوم غرامة على عدم الحضور.
هناك عدد قليل من برامج المسافر الدائم لشركات الطيران التي تسمح للعميل بامتياز السفر في رحلة يزيد حجزها بالفعل؛ سيُطلب من عميل آخر المغادرة. غالبًا ما تكون الدرجة الاقتصادية فقط محجوزة في حين أن الدرجات الأعلى لا يتم تطبيق الحجز عليها، مما يسمح لشركة الطيران بترقية بعض الركاب إلى مقاعد غير مستخدمة بخلاف ذلك مع توفير ضمان للعملاء ذوي الأجور الأعلى.
في الاتحاد الأوروبي منذ 2005،  اعتبارًا من 2021، تتطلب اللائحة 261/2004 من شركات الطيران أن تطلب أولاً من الركاب التخلي عن مقاعدهم طواعية، ربما من خلال تقديم عرض تعويض ولكن مبلغه غير منظم. إذا كان المتطوعون غير كافيين، فسوف ترفض شركات الطيران بعد ذلك حق بعض الركاب في الصعود، وفي هذه الحالة تحدد اللائحة 261/2004 متطلبات التعويض لشركات الطيران التي تمنع الركاب من الصعود إلى الطائرة بسبب زيادة الحجز. لا تتطرق اللائحة 261/2004 مصير الركاب الذين فشلوا في إعادة تأكيدهم ومُنعوا من الصعود إلى الطائرة.
في الولايات المتحدة منذ عام 1978، اعتبارًا من 2021، يتطلب قانون اللوائح الفيدرالية (CFR Title 14 Part 250) من شركات الطيران أن تطلب أولاً من الركاب التخلي عن مقاعدهم طواعية. لا يتم تنظيم مبلغ التعويض. إذا كان المتطوعون غير كافيين، فسوف ترفض شركات الطيران بعد ذلك حق بعض الركاب في الصعود على متن الطائرة. في مثل هذه الحالة، منذ عام 1968، يحدد الجزء 250 الحد الأدنى للتعويض الذي يجب دفعه. ومع ذلك، فإن الركاب الذين فشلوا في إعادة التأكيد لا يتلقون هذا التعويض.

#### حالات محددة
في عام 2007، تم العثور على شركة اير ديكان (Air Deccan)، شركة الطيران الهندية منخفضة التكلفة من قبل المديرية العامة للطيران المدني للحجز الزائد حتى عندما لم يكن مسموحًا لهم بذلك.[بحاجة لمصدر] اتهموا بخيانة الركاب من خلال وضع علامات على التذاكر المؤكدة على أنها عدم حضور لتعويض المقاعد الإضافية. استحوذت شركة الطيران على جميع الأموال التي تم جنيها عن طريق الحجز الزائد، مطروحًا منها ضريبة المطار، دون تقديم رحلة لاحقة للعملاء الذين زاد عددهم في الحجز. الركاب الذين وصلوا أخيرًا، إما في الوقت المحدد أو متأخرًا بدقيقة واحدة، يصبحون الهدف.
في عام 2011، بدأت شركة دلتا إيرلاينز في ممارسة تقوم فيها بالحجز الزائد لبعض الرحلات، باستخدام الخوارزميات لتحديد عدد المقاعد للحجز الزائد بناءً على البيانات التاريخية، والسماح للمسافرين بتسجيل الوصول للرحلة المحجوزة بشكل زائد لتحديد قيمة قسائم السفر التي يرغبون فيها. لقبولها مقابل أخذ رحلة لاحقة. ثم تختار شركة الطيران الركاب الذين سيصطدمون برحلة لاحقة بناءً على أقل العطاءات. وفقًا لشركة الطيران، فإن أكبر توفير في التكلفة من هذه الممارسة هو أنه يحسن مغادرة الرحلة في الوقت المحدد، نظرًا لأن المضيفين ليسوا مثقلين بالتفاوض مع الركاب الذين يفكرون في أن يصطدموا بالرحلة. من بين شركات الطيران الأمريكية الرئيسية الثلاث، كان لدى دلتا أعلى معدل من إجمالي الركاب الذين تم اصطدامهم (96 لكل 100000 مسافر مقابل 95 على الخطوط الجوية المتحدة و 50 على الخطوط الجوية الأمريكية)، ولكن أقل معدل للركاب الذين اصطدموا بشكل غير إرادي (3 لكل 100000 راكب مقابل 5 على أمريكي و 11 في يونايتد).
في الماضي  بعض شركات الطيران، مثل خطوط جيت بلو الجوية، لم تفرط في الحجز كسياسة توفر الحافز وتجنب خيبة أمل العملاء. لقد تمكنوا من القيام بذلك وظلوا رابحين لأن غالبية عملائهم هم من السياح، بدلاً من ركاب الأعمال، وتذاكرهم غير قابلة للاسترداد، وبالتالي تقليل فرص فقدان الركاب لرحلاتهم. ومع ذلك، منذ عام 2017 بدأت جيت بلو مرة أخرى في الحجز الزائد للرحلات الجوية.
في أوائل أبريل 2017، تسبب الطقس القاسي على الساحل الشرقي للولايات المتحدة في إلغاء العديد من الرحلات الجوية، حيث قامت دلتا بإلغاء أكثر من 3200 في فترة خمسة أيام. نظرًا للعدد الكبير من الركاب الذين تقطعت بهم السبل والذين يحاولون الصعود على متن الرحلات الجوية، فقد كان الكثير منهم محجوزًا بشكل زائد، مما أدى إلى قيام دلتا بدفع قسائم باهظة الثمن بشكل غير عادي، مع دفع مجموعة واحدة من ثلاثة ركاب أكثر من 11000 دولار خلال عطلة نهاية الأسبوع من التأخير نتيجة للحجز الزائد.

#### الإنزال اللاإرادي
في 9 أبريل 2017، تلقت المشاكل المستمرة من الحجز الزائد تغطية إعلامية عندما تم إبعاد رجل قسراً من قبل ضباط إنفاذ القانون من رحلة مكتظة بخطوط يونايتد إيرلاينز. بعد أن صعدت الطائرة بالكامل، وفقًا للتقارير، طلبت شركة الطيران أربعة ركاب للتطوع بمقاعدهم مقابل قسائم بقيمة 800 دولار حتى يتمكن أربعة من أفراد الطاقم من الصعود على متن الطائرة. بعد عدم تقدم أي مسافر على متن الرحلة طواعية، أعلنت شركة الطيران أنها ستختار أربعة ركاب بشكل عشوائي لإزالتهم من الرحلة المكتظة. رفض أحد الرجال الذين تم اختيارهم لإزالته، وأخبر أفراد الطاقم المتحدة أنه طبيب يحتاج إلى رؤية المرضى في صباح اليوم التالي، مما دفع شركة الطيران إلى الاتصال بالأمن. كما شوهد في مقاطع الفيديو التي صورها ركاب آخرون، تم سحب الرجل بالقوة من مقعده، وفقد الوعي وسحب جسده الملطخ بالدماء إلى أسفل الممر إلى المخرج.
في 11 أبريل، قالت يونايتد إن الرحلة 3411 لم تكن محجوزة أكثر من اللازم، ولكن تم بيعها - على عكس بيانهم السابق، وتعريف يختلف عن تعريف اتحاد النقل الجوي الدولي.

### سكة حديدية
غالبًا لا تقوم شبكات السكك الحديدية بحجز المقاعد المحجوزة بشكل زائد. مع العديد من الشبكات، بما في ذلك أنظمة المملكة المتحدة والفرنسية، يتم تقديم تباين بين تذاكر الشراء المسبق، والتي تضمن بالفعل مقعدًا (محددًا) وبالتالي غالبًا ما تكون غير قابلة للاسترداد، وتذاكر «بدون حجز» التي يتم شراؤها في يوم السفر التي لا قد يُجبر هؤلاء الركاب على الوقوف أو الجلوس في الدهليز. تواجه شبكات السكك الحديدية ضغوطًا أقل في هذا من شركات الطيران التي لا تسمح للركاب بالوقوف. وفقًا لذلك، غالبًا ما لا تحتوي شبكات السكك الحديدية على نظام حجز مركزي؛ يمكن للركاب الوقوف، ويمكن بيع التذاكر من الآلات الآلية والموظفين دون معرفة عدد الأشخاص الذين يعتزمون ركوب القطار. بالإضافة إلى ذلك، يتعين على شبكات السكك الحديدية التعامل مع الطبيعة غير المتوقعة لحاملي التذاكر الموسمية، الذين اشتروا حقًا في استخدام غير محدود للطريق؛ قد يُسمح لهؤلاء الركاب في كثير من الأحيان بالانضمام إلى أي قطار ولكن لا يضمنون الحصول على مقعد.
في بعض الحالات، يتم تشجيع الحجز الزائد من قبل شركات السكك الحديدية من أجل تضخيم المبيعات وبالتالي أهمية / بروز خط معين في الإحصاءات الحكومية. على سبيل المثال، تبلغ تكلفة الرحلة الواحدة من حي غلاسكو في كوينز بارك إلى محطة غلاسكو المركزية في وسط المدينة 2.10 جنيهًا إسترلينيًا بينما تبلغ تكلفة العودة خارج أوقات الذروة 1.90 جنيهًا إسترلينيًا. لذلك، سيقوم موظفو التذاكر بإصدار تذاكر عودة بشكل روتيني حتى عندما يذكر الركاب أنهم لا يعتزمون العودة في ذلك اليوم.[بحاجة لمصدر]
كمثال آخر، يمكن شراء تذاكر الأجرة المسبقة من أبردين إلى أو من غلاسكو وادنبره مقابل أقل من 5 جنيهات إسترلينية بينما يمكن أن تصل تذكرة الدخول إلى 90 جنيهاً إسترلينياً. هناك 16 خدمة في اليوم مما يعني أنه من الأرخص 10 جنيهات إسترلينية لشركة ما أن تشتري تذكرة شراء مقدمًا، بمقعد مخصص، في كل خدمة من شراء خدمة واحدة في الوقت المطلوب. غالبًا ما يتم استخدام هذا التكتيك من قبل الشركات العاملة في صناعة النفط والغاز، وبالتالي فإن القطارات من / إلى أبردين غالبًا ما تحتوي على العديد من المقاعد المخصصة التي لم تتم المطالبة بها في البداية، مما يؤدي إلى شغل الركاب الواقفين لهم بمجرد مغادرة القطار وثبت أنهم في حقيقة فارغة.[بحاجة لمصدر]

### الفنادق
خلال أوقات الطلب المرتفع، تمارس عمليات الفنادق أيضًا الحجز الزائد وتطبق إجراءات مماثلة لتلك الخاصة بصناعة الطيران حيث يجب تقديم خدمة مساوية أو أكبر للخدمة التي تم حجزها للعميل، في حالة الفندق، معظم الولايات لديها قوانين تتطلب توفير أماكن إقامة في فندق بديل يشار إليه باسم «النقل» ("walk") في مصطلحات الفندق. في حالة زيادة الحجز في الفندق مما يؤدي إلى عدم توفر غرف، فغالبًا ما تقوم إدارة الفندق «بنقل» العميل إلى فندق مجاور بسعر مساوٍ أو تكميلي اعتمادًا على الموقف، وغالبًا ما تحتفظ الفنادق بشراكات أو اتفاقيات مع فنادق مجاورة أو منافسة لاستخدامها كترتيبات بديلة للعملاء المكتظين أثناء مواقف المشي.[بحاجة لمصدر]
تحتوي بعض سلاسل الفنادق على سياسات شركة محددة تحدد العملاء الذين سيتم «نقلهم» بترتيب الأولوية، وغالبًا ما لن يتم «النقل» ("walk") أو من المحتمل أن يكون العملاء الذين ينتمون إلى أعلى مستوى في برنامج الولاء الخاص بالفندق أو يعتبرون ضيفًا من كبار الشخصيات أو سيكونون آخر من يتم «نقلهم» في موقف صعب. قد يكون العملاء الذين أجروا حجوزات لطرف ثالث لم يتم إجراؤها مباشرة مع الفندق أو العملاء لأول مرة بسعر مخفض أكثر عرضة لخطر «النقل» ("walk").

## تصنيع

### مصنعي الطائرات
من المعروف أن كل من شركتي إيرباص وبوينغ تقومان بالحجز الزائد لطلبات الطائرات المتراكمة، وكلاهما يستخدم الخوارزميات الداخلية لتقدير عدد شركات الطيران التي ستؤجل أو تلغي طلبات الطائرات، وذلك للحفاظ على معدل إنتاج ثابت.

## الإتصالات

### شبكات الهاتف
يمكن أن تواجه شركة الهاتف مشاكل عندما يحاول عدد كبير من المتصلين استخدام النظام في نفس الوقت. يحدث هذا بشكل عام فقط في ظروف استثنائية مثل كارثة أو حالة طوارئ وطنية، ولكن يمكن أن يؤدي إلى عدم إجراء بعض المكالمات على الإطلاق. الولايات المتحدة لديها خدمة الاتصالات الحكومية في حالات الطوارئ وخدمة الأولوية اللاسلكية على الصعيد الوطني، ولدى المملكة المتحدة مخطط تفضيلات الهاتف الحكومي و ACCOLC للسماح للمكالمات الرسمية بالمرور بشكل موثوق في حالات الطوارئ.
البناء للطلب النموذجي بدلاً من ذروة الطلب أقل تكلفة بكثير.

### شبكات الوصول إلى الاتصالات (الميل الأخير)
في نظام الاتصالات الذي يشترك فيه عدة مستخدمين في مورد مشترك، يشير الإفراط في الاشتراك إلى نسبة عرض النطاق الترددي المخصص لكل مستخدم إلى النطاق الترددي المضمون لكل مستخدم. يكمن أساس نموذج زيادة الاشتراك في حقيقة أن عددًا قليلاً من المستخدمين الإحصائي سيحاولون الاستفادة من عرض النطاق الترددي المخصص لهم في وقت واحد. يعد حساب وإدارة نسب زيادة الاشتراك أمرًا شائعًا في صناعة الكيبل التلفزيوني.
في شبكة كبلية تستخدم (DOCSIS 1.1)، على سبيل المثال، يتم عادةً مشاركة عرض نطاق التنزيل الكامل 38 ميغابت / ثانية من قبل حوالي 500 مشترك، يمكن تخصيص 7 ميغابت / ثانية لكل منهم. يتم حساب عرض النطاق الترددي المضمون لكل مشترك في هذه الحالة عن طريق قسمة أقصى عرض نطاق إجمالي يبلغ 38 ميغابت / ثانية على 500، وهو الحد الأقصى لعدد المستخدمين المتزامنين. عرض النطاق الترددي الذروة المعلن لكل مستخدم يبلغ 7 ميغابت / ثانية هو 92 ضعف النطاق الترددي المضمون لكل مستخدم يبلغ 0.076 ميغابت / ثانية. في هذا المثال، تبلغ نسبة التحميل الزائد 92: 1.
يمكن إجراء حساب مماثل باستخدام عرض النطاق الترددي المنبع. عادةً ما تكون معدلات التحميل المُعلن عنها 1/4 معدلات التنزيل ولكن النطاق الترددي للتحميل المتاح باستخدام DOCSIS 1.1 أو 2.0 أقل أيضًا. إذا قام 100 مستخدم بتخصيص 1.75 ميغابت / ثانية من عرض النطاق الترددي للتحميل، فإن مشاركة DOCSIS 1.1 واحدة في المنبع، فإن نسبة زيادة الاشتراك في التحميل هي 17: 1. وجدت إحدى المقالات أن نسبة زيادة الاشتراك النموذجية لتنزيل DOCSIS هي 28.125: 1، بينما قد يكون تجاوز الاشتراك في أفضل حالة هو 12: 1.
لا يماثل التجاوز في الاشتراكات التجاوز في البيع، شريطة ألا تؤثر نسبة تجاوز الاكتتاب لعدد معين من حركة مرور المشتركين، والتي تتضاعف بمرور الوقت، على الأداء بشكل كبير. قد يكون التأثير المهم على الأداء هو التأثير الذي يكون فيه أداء الجزء الذي يكثر الاشتراك فيه من الشبكة أقل من أداء الخدمة من طرف إلى طرف التي يستخدمها المشترك. بمعنى آخر، يعمل الإفراط في الاشتراك لأنه لا يستخدمه الجميع في نفس الوقت. الإفراط في الاشتراك هو الأساس لجميع خدمات الاتصالات غير المخصصة. حتى إذا كان لدى المشترك شبكة وصول مخصصة، فلا يزال عدد المشتركين في هذه الشبكة أكبر من عدد المستخدمين الآخرين فيما يتعلق بالوصول إلى الإنترنت على سبيل المثال. وينطبق الشيء نفسه على الاتصالات الهاتفية واللاسلكية.
ليس من العملي اقتصاديًا أو المعقول بيئيًا أو المجدي تقنيًا توفير وصول مخصص لكل خدمة لكل عميل. يبدو أن الخدمة المُكتسبة بشكل جيد والتي تمت هندستها بشكل جيد تعمل كخدمة مخصصة للمشترك. طريقة أخرى لقول ذلك هي أن المهندس الجيد يصمم زيادة الاكتتاب بطريقة تجعل الخدمة تبدو وكأنها خدمة مخصصة لذلك العميل. هذا يعني عدم وجود مكالمات مسقطة على هاتفك الخلوي، وعدم وجود إشارات مشغول عند الاتصال، وعدم وجود تنزيلات فاشلة على الإنترنت (على سبيل المثال).
عادةً ما يتم زيادة عدد شبكات الوصول (G-PON) و (XG-PON)، مع عوامل تحميل نموذجية تقترب من 256: 1، نظرًا لبنيتها من نقطة إلى عدة نقاط.

### إنترنت
يبيع مزودو خدمات الإنترنت بانتظام نطاقًا تردديًا أو اتصالاً أكثر مما لديهم. عندما يتم الإفراط في استخدام النطاق الترددي للإنترنت، تميل خدمة جميع العملاء إلى التدهور دون أن تفشل بالضرورة بشكل كامل.

### استضافة الموقع
في صناعة استضافة الويب، يستخدم المصطلح لوصف الموقف الذي تقدم فيه الشركة خطط استضافة غير مستدامة إذا كان كل عميل من عملائها يستخدم النطاق الكامل للخدمات المعلن عنها. يشار إلى المصطلح عادةً إلى مساحة الويب وبدل نقل النطاق الترددي. قد تقدم شركة الاستضافة مساحة غير محدودة وعرض نطاق ترددي غير محدود، ومع ذلك، فإنها تضع قيودًا أخرى مثل استخدام وحدة المعالجة المركزية أو حد مؤشرات الفهرسة (inode). قد يكون لديهم قيود مرهقة وعقود من جانب واحد تسمح لهم بإلغاء استضافة أي شخص يضع ضغطًا على نظامهم أو يستخدم مخصصاتهم المطالب بها بالكامل.
عادة ما يكون لهذه الممارسة القليل من التأثير السيئ لأن معظم العملاء لا يستخدمون أي جزء كبير من حصتهم المخصصة. إذا كان لدى العميل موقع صغير منخفض الحركة يقدم صفحات HTML ثابتة، فسيتم استخدام القليل من الموارد. إذا كان العميل يرغب في تشغيل موقع ويب عالي الحركة أو احترافي أو تجاري، فقد يكون حساب الاستضافة المفرط ضارًا. في هذه الحالات، يكون موفر الاستضافة المشترك الذي لا يبالغ في البيع أو الخادم الافتراضي الخاص أو الخادم المخصص هو الخيار المفضل.

## حلول
في مجال النقل، يمكن للشركة زيادة عدد الرحلات الجوية على المسارات أو إضافة المزيد من السيارات أو تكوين قطار أو الانتقال إلى سفينة أكبر أو إضافة سفن أو حاويات إلى نقل البضائع. في صناعة الاتصالات السلكية واللاسلكية، قد يكون الناقل المشترك قادرًا على حل مشكلة الحجز الزائد عن طريق إضافة عرض النطاق الترددي - إما عن طريق إضافة خطوط إلى نظام موجود، أو إعادة تكوين الخطوط الحالية، أو ترقية الخطوط الحالية إلى خط سرعة أعلى أو عدد أكبر من الخطوط متعددة الإرسال بمرور الوقت، أو مخطط آخر لإضافة عرض النطاق الترددي. في صناعة الفنادق، بينما تمارس فرق إدارة الإيرادات عادةً الحجز الزائد، فإنها تعمل أيضًا على ضمان عدم زيادة الحجز في الفنادق بشكل مفرط مما يؤدي إلى تصور سلبي للعلامة التجارية وخسارة في الأرباح.

## أنظر أيضا
- خرق العقد، مصطلح أكثر عمومية عندما يتراجع أحد أطراف العقد عن اتفاقه.

## روابط خارجية
- القوانين والتفسيرات
  - المبيعات الخارجية - وزارة النقل الأمريكية (USDOT)
- البيانات
  - نحن
    - تقرير مستهلكي السفر الجوي - USDOT
    - نفى الركاب تأكيد تقرير الفضاء - مكتب الولايات المتحدة لإحصاءات النقل

قالب:WebManTools